# 和歌山県道15号新和歌浦梅原線

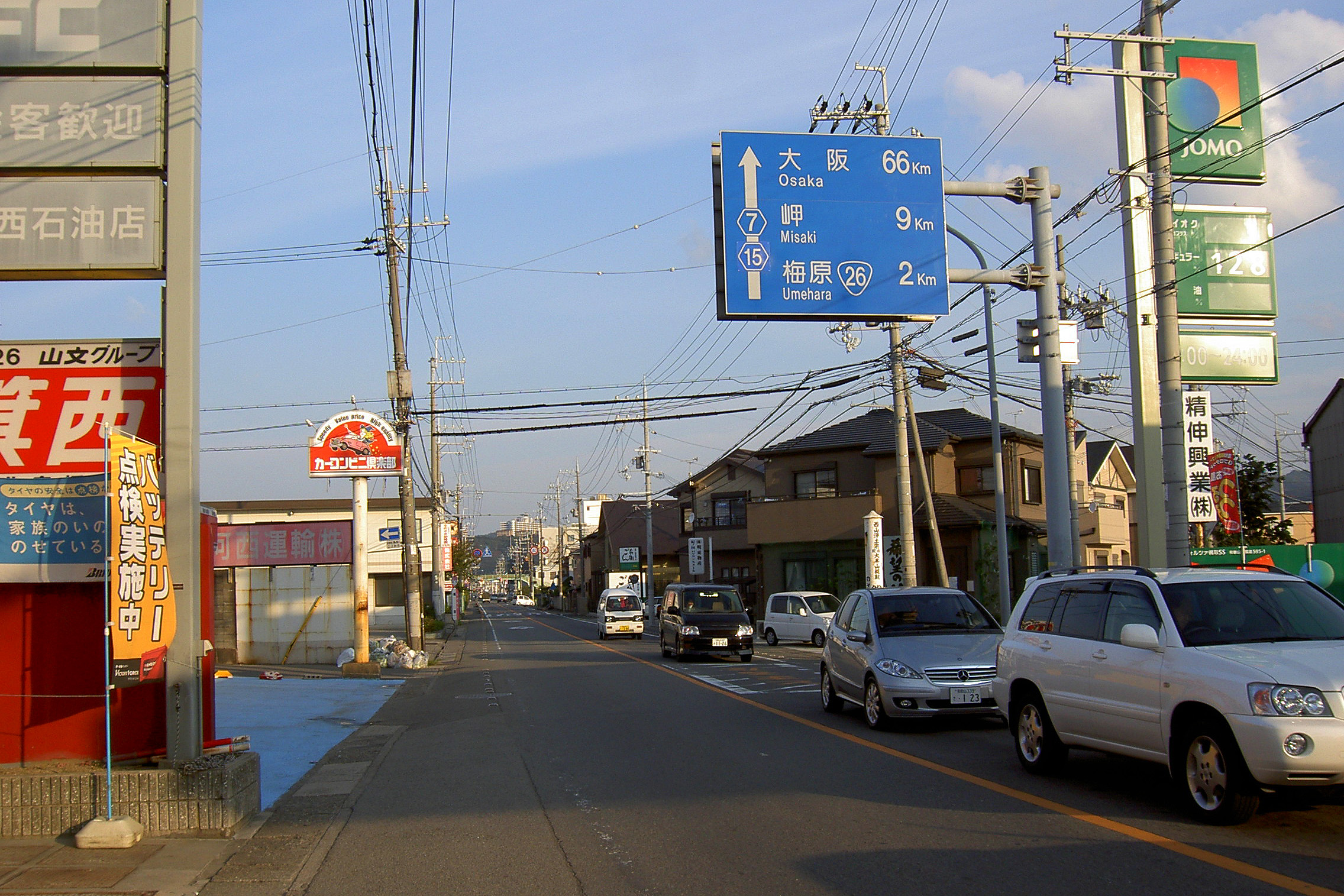
和歌山市北島町付近

和歌山県道15号新和歌浦梅原線（わかやまけんどう15ごう しんわかうらうめはらせん）は、和歌山県和歌山市を通る主要地方道に指定された県道である。

## 概要
和歌山市雑賀崎（さいかざき）から和歌山市梅原に至る。
長路交差点（15号バイパスとの交点）から加納町交差点までの区間は、通称「大浦街道」の一部となっている。加納町交差点から和歌山市駅前を経由して宇治交差点までの区間は、通称「北大通り」の一部となっており、市街地の西端を走る片側2車線の広い車線である。北島交差点から終点の梅原交差点までは孝子越街道を継承する道路で、一部重複する。

### 路線データ
- 実延長：9.818km
- 起点：和歌山市雑賀崎
- 終点：和歌山市中（梅原交差点＝和歌山県道146号西脇梅原線・和歌山県道752号和歌山阪南線）

## 歴史
宇治交差点以北は昭和戦前期にいわゆる大正国道の国道16号の新道として敷設され、引き続いて昭和国道の国道26号に指定されていた道路の一部区間にあたる。現在の和歌山県道752号和歌山阪南線の起点 - 梅原交差点間が国道26号のバイパスとして1971年（昭和46年）に梅原交差点まで開通したことを受けて県道となった。
- 1993年（平成5年）5月11日 - 建設省（現国土交通省）から、一般県道和歌山市停車場新和歌浦線・一般県道梅原和歌山市停車場線が新和歌浦梅原線として主要地方道に指定される[1]。
- 1994年（平成6年）4月1日 - 和歌山県が主要地方道新和歌浦梅原線を認定。

## 路線状況

### 重複区間
- 和歌山県道7号粉河加太線（和歌山市狐島・梶取交差点 - 和歌山市次郎丸・次郎丸交差点）

### 主な橋
- 北島橋 - 紀の川に架かる、全長620.5mの橋。1936年（昭和11年）竣工。

## 地理

### 通過する自治体
- 和歌山県
  - 和歌山市

### 交差する道路
- 和歌山県道151号新和歌浦線（和歌山市雑賀崎・雑賀崎交差点）
- 和歌山県道16号和歌山港線（和歌山市加納町・加納町交差点）
- 和歌山県道752号和歌山阪南線（和歌山市久保丁・紀ノ川大橋）
- 国道24号（国道26号 重複）（和歌山市西布経丁・宇治交差点）
- 和歌山県道140号善明寺北島線・和歌山県道148号和歌山港北島線（和歌山市北島・北島橋北詰交差点）
- 和歌山県道148号和歌山港北島線（和歌山市北島・北島交差点）
- 和歌山県道7号粉河加太線・和歌山県道152号紀ノ川停車場線（和歌山市狐島・梶取交差点）
- 和歌山県道7号粉河加太線（和歌山市次郎丸・次郎丸交差点）
- 和歌山県道146号西脇梅原線・和歌山県道752号和歌山阪南線（和歌山市中・梅原交差点、終点）

### 沿線
- 南海電気鉄道 南海本線・JR 紀勢本線 和歌山市駅